# Boston Red Sox
Boston Red Sox je profesionální baseballový klub z Major League Baseball, patřící do východní divize American League. Klub byl založen v roce 1901.
Za svou historii klub celkem čtrnáctkrát vyhrál American League, z toho devětkrát i následující Světovou sérii:
- Vítězství ve Světové sérii (9): 1903, 1912, 1915, 1916, 1918, 2004, 2007, 2013 a 2018.
- Ostatní vítězství v AL (5): 1904, 1946, 1967, 1975 a 1986.